# 灣甸州

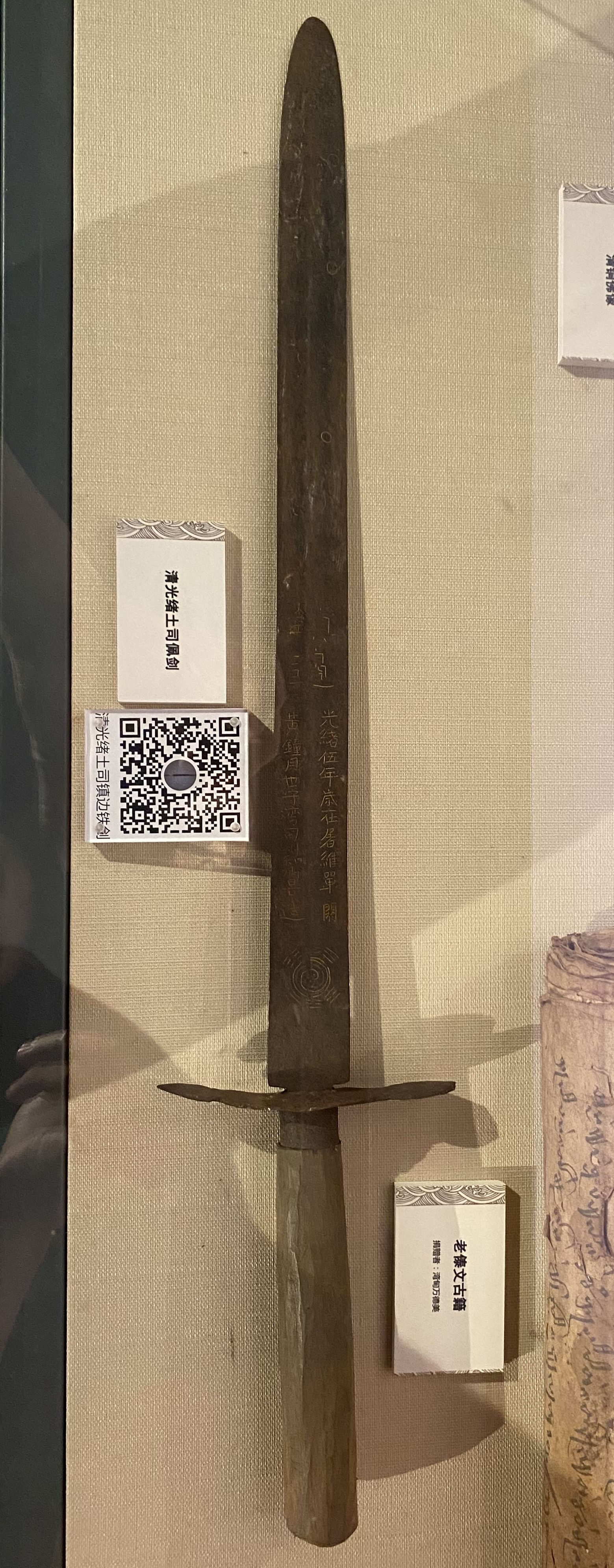
清光绪年间湾甸土司佩剑

灣甸御夷州，簡稱灣甸州，明朝时设置的州。因湾甸傣语名“勐统”，灣甸土司又被稱為勐統土司。
灣甸在當地原名為細睒，元朝中統年間內附，屬鎮康路。永乐五年（1407年）升湾甸长官司置，治所在今云南省昌宁县湾甸傣族乡。为傣族土州。辖境相当今云南省昌宁、凤庆、永德、施甸等县各一部分地。直属云南承宣布政使司。清朝顺治十六年（1659年）改属永昌府。1912年废入镇康县，土司則傳襲至1949年。

## 地理

### 疆域
《讀史方輿紀要》記載，灣甸州東至雲州界，南至鎮康州界，西至永昌施甸長官司界，北至順寧府界。

## 灣甸州歷任知州列表
- 刀景發
- 刀景宋
- 刀景項
- 景辦法
- 景隆發
- 景拙發
- 景都發
- 景宗真
- 景從
- 景國泰
- 景先哲
- 景榮名
- 景毓英
- 景毓璁
- 景廷玉
- 景福
- 景祚
- 景在幫
- 景慶長
- 景慶久
- 景福保
- 景玉金
- 景紹文